# 17929 Sully
A 17929 Sully (ideiglenes jelöléssel (17929) 1999 GQ21) a Naprendszer kisbolygóövében található aszteroida. A LINEAR projekt keretében fedezték fel 1999. április 15-én.